# Елешница (приток на Голяма Камчия)
Вижте пояснителната страница за други значения на Елешница.
Елешница е река в Североизточна България, област Шумен – община Върбица, десен приток на река Голяма Камчия (влива се в язовир „Тича“). Дължината ѝ е 30 km.
Река Елешница води началото си от западната част на Върбишка планина, на около 300 м южно от връх Мандрабунар (1000 м), в непосредствена близост до Върбишкия проход. В началото тече на юг, а след това на североизток, като проломява Върбишка планина в дълбока и залесена долина. При село Бяла река навлиза в историко-географската област Герлово и на 1,4 км северно от село Тушовица се влива се в най-южната част на язовир „Тича“.
Площта на водосборния басейн на реката е 179 км2, което представлява 3,3% от водосборния басейн на река Камчия.
Основни притоци – → ляв приток, ← десен приток:
- ← Япъдере
- → Равна река
- → Ададереси
- ← Канджадере

По течението на реката са разположени само две села в Община Върбица – Бяла река и Тушовица.
В долното течение, в Герлово, водите на реката основно се използват основно за напояване.

## Топографска карта
- Лист от карта K-35-30. Мащаб: 1 : 100 000.
- Лист от карта K-35-42. Мащаб: 1 : 100 000.